# Pipe Yanguas
Pipe Yanguas (* 1982, Cali) je kolumbijský vizuální umělec, jehož tvorba zahrnuje malbu, fotografii, muralismus, sochařství, video a digitální umění. Yanguas používá ve svých dílech tečky a čáry, aby sdělil poselství síly spojení, což se odráží v jeho ikonických frázích „Všichni jsme propojeni“ a „Společně jsme nekoneční“.   

## Kariéra
Pipe vystudoval Business Administration na University of Miami. Poté vystudoval rezidenční design na Art Institute of Fort Lauderdale a nakonec dokončil tříletý bakalářský titul v oboru fotografie na Istituto Europeo di Design v Miláně v Itálii.  Během let v Itálii pracoval jako fotograf pro Vogue Italia  zachycující pouliční styl v ulicích Milána.
Pracoval také mimo jiné v Dubaji, Bejrútu, Miláně, Barceloně, Londýně, Řecku a New Yorku. Vyfotografoval různé veřejné osobnosti, včetně kolumbijských umělců Cristiny Umana,  Fabiana Riose,  a Patricie Castanedy,  venezuelské umělkyně Niny Dotti  a australsko-libanonské modelky Jessicy Kahawaty , prostřednictvím svých fotografií vypráví jejich každodenní životní příběhy lidí z jejich vášně a vypráví jejich každodenní životní příběhy. 

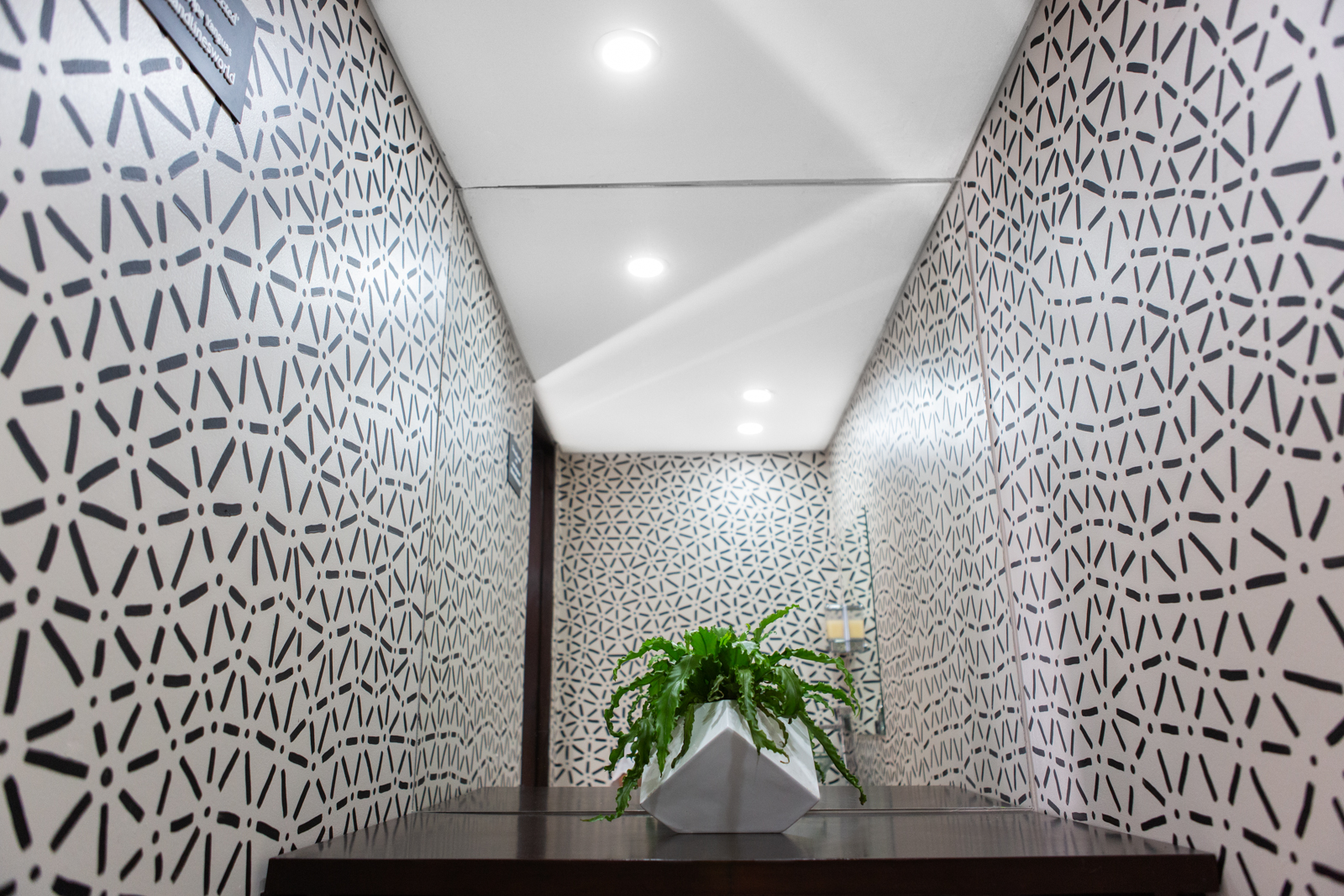
Nástěnná malba z kolekce "Dots and Lines World".

V roce 2020 začal nový umělecký projekt jako malíř a vytvořil kolekci obrazů „Black & White River Collection“ skládající se z 36 unikátních děl s kompozicí čar a teček, inspirovaných přírodními tvary Coreid Bug Nymph , které vystavuje v galeriích nebo na svých sociálních sítích pod názvem Dots and Lines World.
V roce 2021 vytvořil sérii, která spojuje fotografii s body a liniemi, kde zachycuje Hacienda Cañasgordas, kulturní dědictví v Kolumbii. Nazval ji Hacienda Cañasgordas, cesta okny a dveřmi a je trvale vystavena v historickém muzeu města Cali v Kolumbii .
Od té doby se účastnil různých výstav v Miami, San Franciscu, Guatemale City a Cali se svými tečkami a čarami, díly, ve kterých navrhuje zamyšlení nad silou spojení a pout, které spojují lidi.  

## Publikace
V roce 2018 vydal Pipe Yanguas jako fotograf spolu s Françoise Elizée jako autorkou Haiti Rediscovered ISBN 978-0999483800,   knihu, která dokumentuje práci, život a vášně 12 haitských žen a je prezentována jako pocta ženám této země.

## Výstavy
- Od 15. května do 20. června 2024, výstava Toka v Kopulovitém muzeu Jorge Garcés Borrero Resortní Knihovna v Cali. Na této výstavě představil Pipe Yanguas různá díla, ve kterých spojil malbu a sochu a ponořil diváka do reflexe souvislostí, které spojují všechny lidi. [2][16][17]
- V lednu 2023 se připojil k výstavě udržitelného umění"Umělecké intervence pro odolnost vůči životnímu prostředí", pořádaná společností ArtServe, která představila umělce, kteří vyvíjejí a používají postupy šetrné k životnímu prostředí. Pro tuto událost vytvořil Pipe nástěnnou malbu s názvem "The Wave at ArtServe" na severní a západní fasádě ústředí. Nástěnná malba je složena z jeho charakteristických teček a čar v ručně malované nepravidelné vlně symbolizující dynamický tok kreativních nápadů.
- V prosinci 2022 přidal do svého projektu "Společně jsme nekoneční", nová nástěnná malba na severozápadní stěně ArtServe ve Fort Lauderdale na Floridě. Tato nástěnná malba teček a čar symbolizuje lidi (tečky) a jejich spojení nebo vztahy (čáry). Kompozice se vlní, aby simulovala vlny oceánu, se kterými se kolemjdoucí setkají, když pokračují v cestě přes Sunrise Boulevard na břeh.[18][19]
- V říjnu, také v roce 2022, se zúčastnil výstavy ArtServe s názvem "Příběhy v latinskoamerickém umění", v Fort Lauderdale, Florida.[20][21] Tato výstava se konala u příležitosti oslav Měsíc Hispánského Dědictví a představil práci latinskoamerických a hispánských vizuálních umělců pocházejících z 12 různých zemí.
- Během měsíce března 2022 vytvořil nástěnnou malbu s názvem "Cali vzkvétá" ve spolupráci s Podtajemníkem dědictví sekretariátu kultury města Cali.[22] Tato nástěnná malba inspirovaná písní Caleñas jsou jako květiny kolumbijský orchestr Latinští Bratři, namaloval jej umělec v hotelu old Menéndez, budově, která je v současné době považována za dědictví města.
- V únoru 2022 se zúčastnil skupinové show Fragmenty mysli[23]. Tato výstava byla inspirována reakcemi lidí na události každodenního života a byla organizována o.S. galerie v Guatemala City. Pipe spojil další současné umělce s malbami, ve kterých společný faktor představoval přechod mezi formou a barvou.
- V roce 2020 představil nástěnnou malbu "Street Wall Connection" ve čtvrti San Fernando v Cali, která znamenala začátek projektu "Společně jsme nekoneční". Tento projekt se skládá ze série nástěnných maleb v různých městech. Každá nová nástěnná malba dostává jakési přivítání, ve kterém se sbíhají různé umělecké projevy, včetně hudby, tance, herectví, modelování, módního designu a fotografie.[24]
- Také v roce 2020 produkoval ve spolupráci venezuelského pianisty Elara a kolumbijského kameramana Andreze Abrila videoart založený na nástěnné malbě, kterou nazval "Air Connected".
- V roce 2013 se zúčastnil kolektivní výstavy "Naše akcenty: 100 obrázků Latinské Ameriky v Miami", akce pořádaná centrem Koubek u příležitosti oslav měsíce hispánského dědictví a v rámci kolokvia Miami 2013 "španělský jazyk a média". Z jeho účasti na této výstavě vyniká kus "COLOR ATTACHMENT Miami", fotografie zachycená umělcem v roce 2011.
- V červenci 2012 se Pipe spolu s dalšími renomovanými umělci podíleli na exhibición grupal Small Works v galerii Cristina Chacon Studio v Miami.[25]

## Galerie

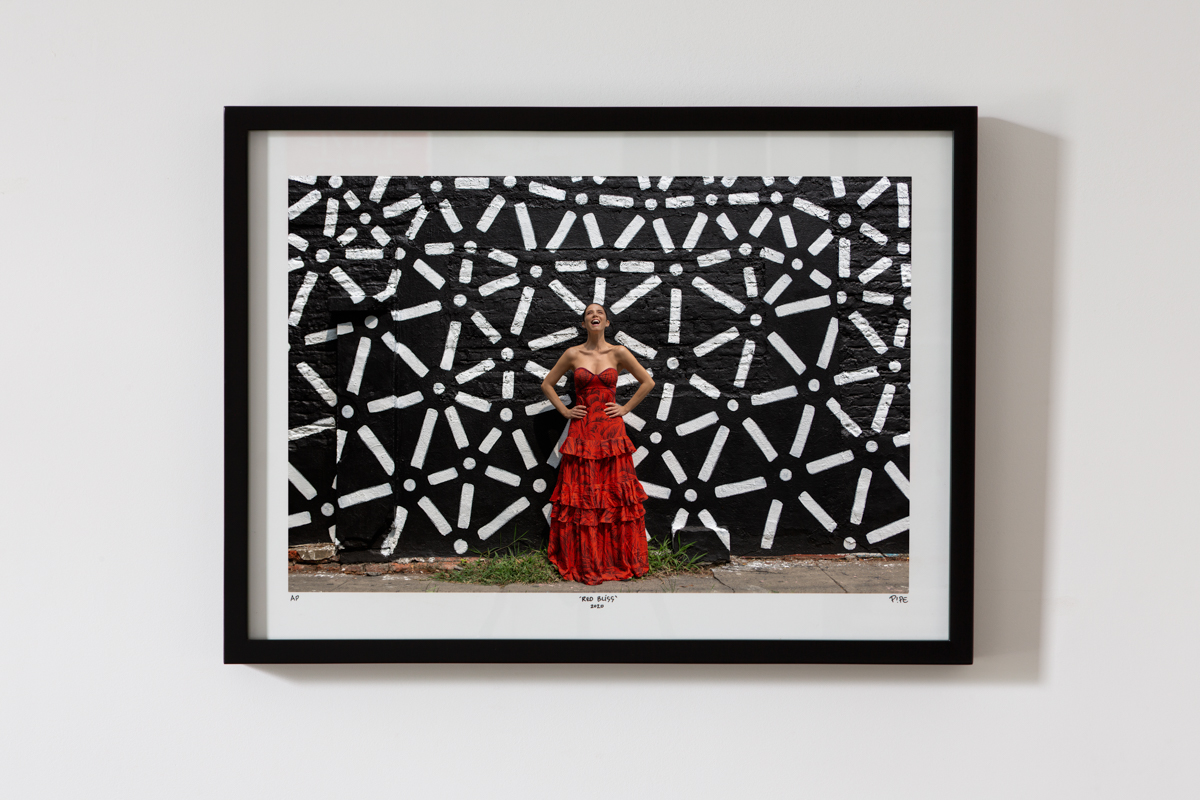
Together we are infinite
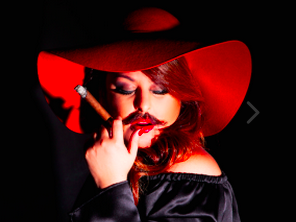
D Delincuente
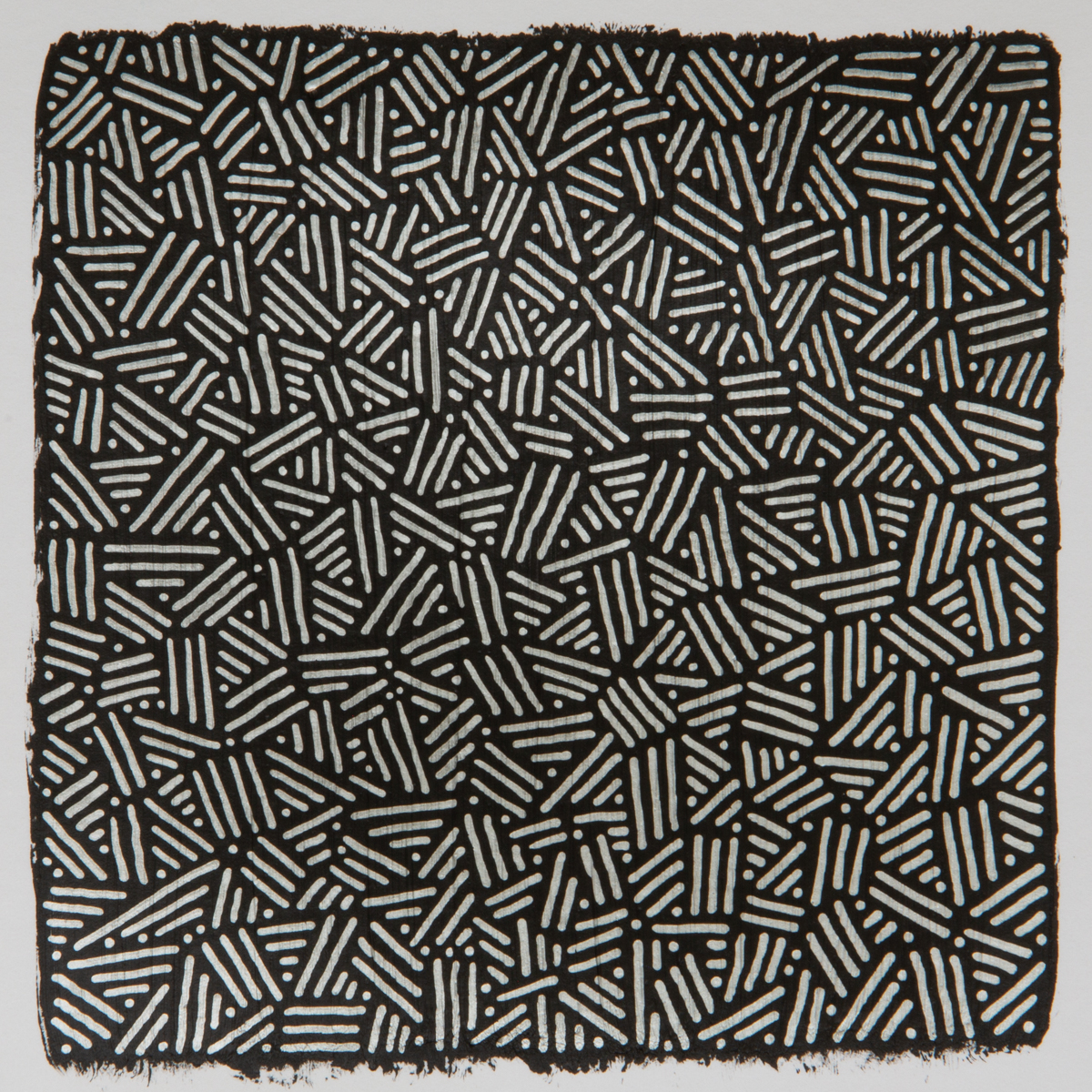
Miniature Metallic Series Piece
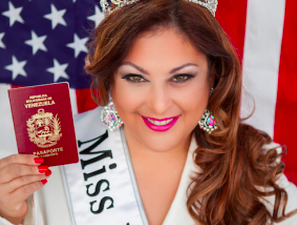
Miss Wynwood
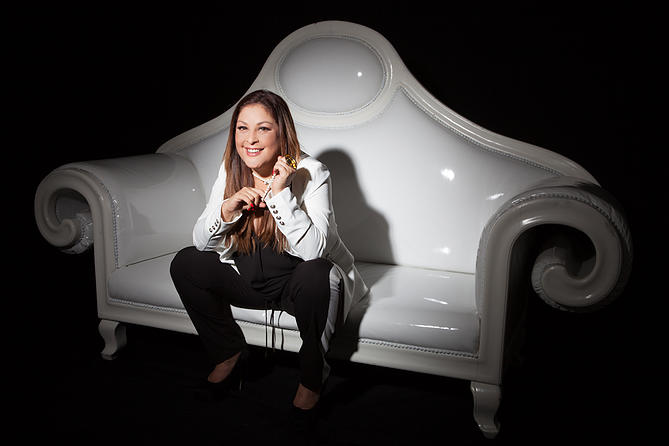
Nina Fuentes